# Турійська волость
Турівська волость — історична адміністративно-територіальна одиниця Ковельського повіту Волинської губернії Російської імперії. Волосний центр — село Турійськ.
Станом на 1885 рік складалася з 13 поселень, 12 сільських громад. Населення — 5373 осіб (2588 чоловічої статі та 2785 — жіночої), 713 дворових господарств.
|                     | Площа, десятин | У тому числі орної, дес. |
| ------------------- | -------------- | ------------------------ |
| Сільських громад    | 10730          | 5450                     |
| Приватної власності | 10932          | 4213                     |
| Казенної власності  |                |                          |
| Іншої власності     | 1000           | 422                      |
| Загалом             | 22662          | 10085                    |

Основні поселення волості:
- Турійськ — колишнє власницьке містечко при річці Турія за 18 верст від повітового міста, 446 осіб, 86 дворів; православна церква, костел, єврейський молитовний дім, школа, 6 постоялих дворів, 4 постоялих будинків.
- Бобли — колишнє власницьке село, 649 осіб, 91 двір; православна церква, школа, постоялий будинок.
- Дольськ — колишнє власницьке село, 545 осіб, 62 двори; православна церква, католицька каплиця, школа, постоялий двір.
- Кульчин — колишнє власницьке село при річці Турія, 205 осіб, 27 дворів; православна церква, школа.
- Кустичі — колишнє власницьке село, 221 особа, 31 двір; школа, постоялий будинок.
- Обенижі — колишнє власницьке село, 322 особи, 46 дворів; православна церква, школа.
- Передмістя — колишнє власницьке село при річці Турія, 400 осіб, 76 дворів; православна церква, школа.
- Ростов — колишнє власницьке село, 451 особа, 88 дворів; православна церква, школа, постоялий будинок, водяний млин.
- Селець — колишнє власницьке село при річці Турія, 291 особа, 43 дворів; школа.
- Соловичі — колишнє власницьке село, 374 особи, 52 дворів; школа , постоялий двір.
- Ставки — колишнє власницьке село, 250 осіб, 34 дворів; школа.
- Торговище — колишнє власницьке село, 534 особи, 74 дворів; православна церква, школа, постоялий двір.

## Під владою Польщі
18 березня 1921 року Західна Волинь відійшла до складу Польщі. Волость продовжувала існувати як ґміна Тужиск Ковельського повіту Волинського воєводства в тих же межах, що й за Російської імперії та Української держави.
Польською окупаційною владою на території ґміни інтенсивно велася державна програма будівництва польських колоній і заселення поляками. На 1936 рік ґміна складалася з 36 громад:
1. Бобли — село: Бобли, лісничівка: Бобли та залізнична станція: Туропин;
2. Буди-Осівські — село: Буди-Осівські та колонія: Ковалівка;
3. Діброва — колонії: Діброва і Кошляків та фільварок: Рудне;
4. Дольськ — село: Дольськ та фільварок: Дольськ;
5. Гаруша — село: Гаруша та колонії: Батинь і Піщанка;
6. Юліанів — колонії: Юліанів і Сичиха;
7. Яхимівка — колонії: Яхимівка і Емілівка та фільварок: Яхимівка;
8. Кульчин — село: Кульчин та колонія: Гілярів;
9. Клюськ — село: Клюськ та селище: Кути;
10. Кустичі — село: Кустичі;
11. Люблятин — колонія: Люблятин;
12. Літин — село: Літин, фільварок: Літин та колонія: Стефанівка;
13. Мировичі — село: Мировичі;
14. Обенижі — село: Обенижі та колонія: Почекайка;
15. Оса — село: Оса та колонія: Оса;
16. Осічник — колонія: Осічник;
17. Радовичі — село: Радовичі, колонія: Радовичі й Абрамовець та фільварок: Радовичі;
18. Растів — село: Растів та військове селище: Дольськ;
19. Ревушки — село: Ревушки та фільварок: Козакова Долина;
20. Селець — село: Селець та фільварок: Селець;
21. Соловичі — село: Соловичі;
22. Ставки — село: Ставки;
23. Ставки — колонії: Ставки і Добринськ, фільварок: Ставок та селище: Вільшаниця;
24. Тагачин — села: Тагачин і Залісці та фільварок: Тагачин;
25. Туличів — село: Туличів, колонії: Туличів і Зигмунтівка та фільварок: Туличів;
26. Турійськ — містечко: Турійськ;
27. Турійськ — Передмістя Турійськ, залізнична станція: Турійськ та колонії: Цецилівка, Татарський Брід і Зосин;
28. Вербичне — село: Вербичне;
29. Вербичне I — колонія: Вербичне I;
30. Вербичне II — колонія: Вербичне II, Гірки і Рудники;
31. Вілька Клуська — село: Вілька Клуська;
32. Вілька Вербичанська — село: Вілька Вербичанська;
33. Задиби — село: Задиби та фільварок: Задиби;
34. Зелена — колонія: Зелена.

Після радянської анексії західноукраїнських земель ґміна ліквідована у зв'язку з утворенням Турійського району.